# Philippe Riboud
Pour les articles homonymes, voir Riboud.

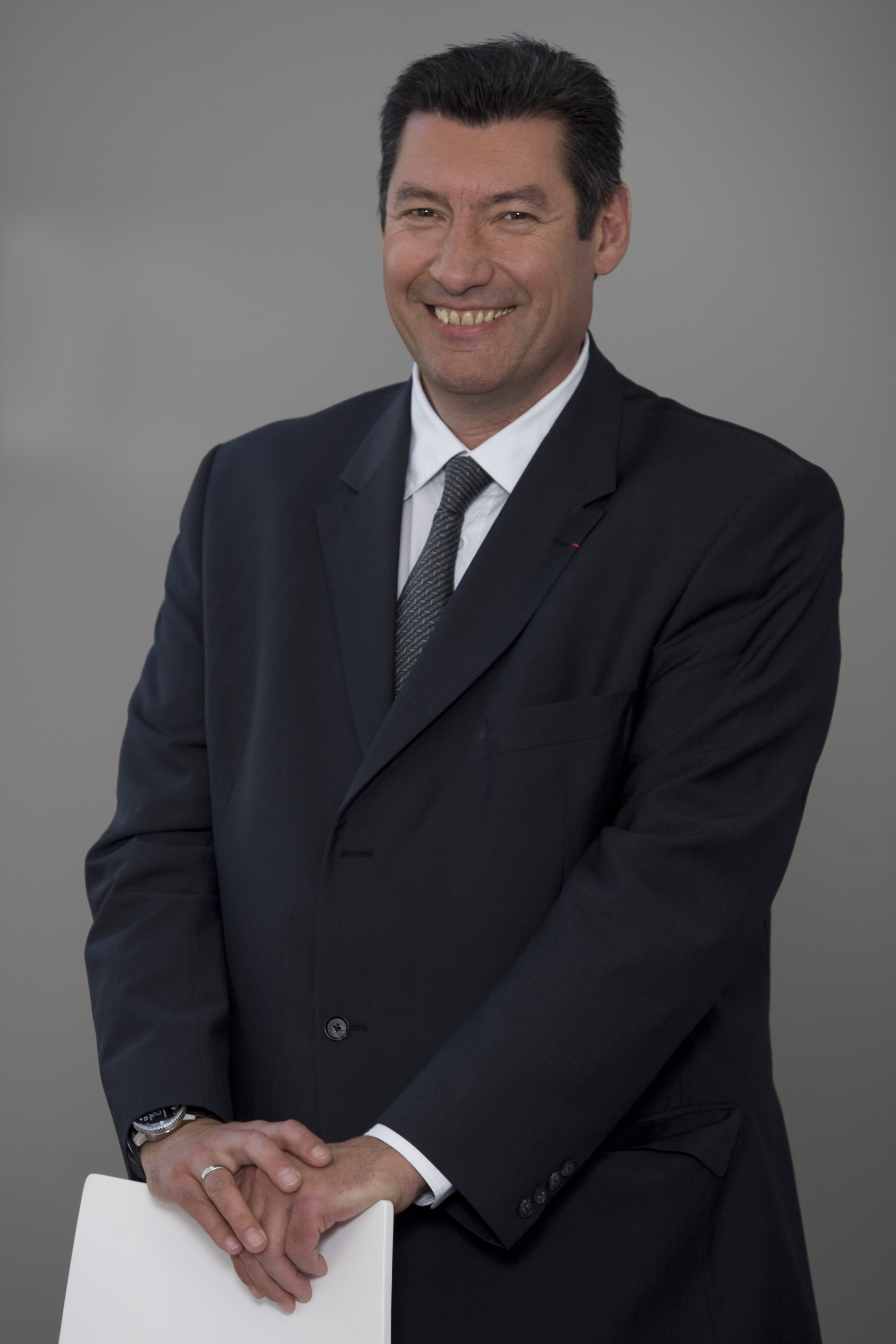
Philippe Riboud en 2008.

Philippe Riboud est un épéiste gaucher français, né le 9 avril 1957 dans le 7e arrondissement de Lyon. Il remporte deux titres olympiques, lors des épreuves par équipes, en 1980 et 1988. Il remporte par ailleurs six autres médailles olympique, l'argent par équipe en 1984 et en individuelle en 1988, le bronze en individuelle en 1980 et 1984. Il compte également deux titres mondiaux individuels, en 1979 et 1986.

## Biographie
Il débute l’escrime à l’âge de 5 ans au club du Masque de Fer à Lyon. Il intègre l’Équipe de France junior d’Escrime, spécialité Épée, en 1974. Il intègre l’Équipe de France Sénior d’Escrime, spécialité Épée, en 1975.
Il obtient son baccalauréat en 1976 et participe la même année aux Jeux olympiques de Montréal.
Il effectue son service militaire année 1976 - 1977 au bataillon de Joinville et intègre l’Institut national du sport, de l'expertise et de la performance (INSEP).
En 1979, il obtient son premier titre individuel de Champion du Monde Épée à Melbourne. Il obtiendra un deuxième titre individuel en 1986 à Sofia. 
Au cours de sa carrière sportive, Il obtient au total 11 médailles mondiales (championnats du monde, Jeux Méditerranées, Jeux Militaires et Jeux Universitaires). Il participe à quatre Jeux olympiques, lors des éditions de Montréal, Moscou, Los Angeles et Séoul. Il obtient six médailles Olympiques - deux médailles d’argent, deux médailles d’or, deux médailles de bronze. Aux Jeux Olympiques de Séoul, il est nommé Capitaine et Porte-Drapeau de la délégation française.
En 1984, il est nommé chevalier de l’Ordre national du Mérite. En 1989, il est nommé chevalier de la Légion d’honneur puis promu officier en 2014.
En parallèle de sa carrière sportive, Philippe Riboud est diplômé de l’Institut Français de Gestion en 1984. Il crée en 1986 l’Association pour la Formation et l’Insertion des Sportifs (AFIS) : cycles de formation pour favoriser la reconversion des sportifs de haut niveau. Il est ancien élève de 3e cycle de l’Institut Européen des Affaires en 1992 avec une thèse professionnelle sur la formation et la reconversion des sportifs.
En 1988, il devient membre de la Commission des Athlètes du Comité international olympique (CIO). En tant que représentant des athlètes, il fait partie de l’organisation du CIO pour le Congrès du Centenaire à Paris en 1994. Il est membre de la Commission des Athlètes pendant douze ans.
Il intervient en tant que consultant pour le Groupe Canal+ à partir des Jeux olympiques de Barcelone en 1992.
Après les Jeux olympiques de Séoul, il est élu vice-président de la Fédération française d'escrime.
Philippe Riboud se marie en 1989 avec Valérie Rousselle, viticulteur. Il est père de trois enfants, Victoria, Adrien et Léonard. Ils sont séparés.
Il devient propriétaire et directeur général du Domaine viticole « Château Roubine » à Lorgues dans le Département du Var, Vin AOC Cru classé Provence Var. Il dirige l’entreprise avec sa femme jusqu’en 2006.
En 2008, il réoriente sa vie professionnelle et crée CFA Sport Engineering avec son ami David Douillet, filiale du Groupe Financière Duval, spécialisée dans la conception de grandes infrastructures sportives.
En 2014, il fait évoluer sa structure et devient CFA Conseil, structure transversale de conseil du Groupe Financière Duval et se positionne sur des missions de stratégie immobilière des Collectivités ou de l’État (exemple : Schéma Directeur de l’Université de Reims Champagne Ardennes).
Avec la réorganisation du Groupe Duval, CFA Conseil devient Duval Conseil en 2016. La société intervient auprès des clients publics et privés dans leur stratégie de projet.
Philippe Riboud est le frère de Stéphane Riboud, lui-même champion de France 1988 et entraîneur de l'équipe de France d'épée féminine.

## Palmarès
- Champion du monde en 1979 et 1986
- Coupe du monde en 1978 et 1979
- Champion olympique par équipes en 1980 et 1988 (2e en 1984)
- Jeux méditerranéens en 1979 à Split [2].
- Challenge Charles Martel en 1980
- Champion de France en 1975, 1977, 1979, 1980, 1982
- Vice-champion olympique en 1988 (3e en 1980 et 1984)
- Médaillé d'argent aux jeux méditerranéens en 1975
- Vice-champion du monde par équipes en 1990
- Champion du monde par équipe en 1982

## Distinctions
- Chevalier de l'ordre national du Mérite (1984)
- Officier de la Légion d'honneur (décret du 18 avril 2014)[réf. nécessaire]